# Pedro Jervis
Pedro Jervis (Cascais, Cascais, 14 de Abril de 1989) é um actor que se estreia na representação com a personagem Dinis, em Morangos com Açúcar (na quinta série de Verão).

## Filmografia

### Televisão
| Ano     | Título                                  | Personagem                | Nota(s) | Ref |
| ------- | --------------------------------------- | ------------------------- | ------- | --- |
| 2007-08 | Morangos com Açúcar - Férias de Verão 5 | Dinis Soares              |         |     |
| 2009    | Um Lugar para Viver                     |                           |         |     |
| 2009-10 | Ele é Ela                               | Zé                        |         |     |
| 2010-11 | Lua Vermelha                            | Gustavo Vilaverde         |         |     |
| 2012    | Doida por Ti                            | Recepcionista do hospital |         |     |